# Киото (кинотеатр, Киев)
«Киото» (до 2016 года — «Россия») — кинотеатр в Киеве.

## История
Открыт в 1981 году. Изначально назывался «Россия».
В 2016 году, по инициативе коммунального предприятия «Киевкинофильм», был переименован в «Киото», в честь города-побратима Киева — Киото в Японии.

## Характеристика
Построен по проекту архитектора Петра Петрушенко. Облицовка фасадов выполнена белым камнем.
Расположен на Лесном массиве на пересечении улиц Ореста Левицкого и Милютенко.
2-этажное кирпичное здание. Имеет 4 зала (работают 3): синий на 184, малый на 36 и средний на 46 мест. Фильмы показываются в формате 2D и 3D. Аудио Dolby Digital EX.